# Georgi Minoungou
Georgi Minoungou, né le 25 juillet 2002 est un footballeur ivoirien qui évolue au poste d'ailier droit au Seattle Sounders FC en Major League Soccer.

## Biographie

### Carrière
Minoungou a été recruté par l'équipe tchèque du MFK Vyškov en 2021 et a été prêté à l'équipe américaine de MLS Next Pro Tacoma Defiance. 

#### Tacoma Defiance
Il rejoint le Tacoma Defiance pour la saison 2023 pour un montant de transfert estimé entre 250 000 $ et 500 000 $.

#### Seattle Sounders
En 2023, il a voyagé avec l'équipe senior de Seattle Sounders FC pour leur entraînement à Marbella, en Espagne, avant la Coupe du Monde des Clubs de la FIFA 2023, marquant un but lors d'un match amical contre l'équipe suédoise Hammarby IF.
En 2023, il a souffert d'une grave infection oculaire, et l'opération qui en a résulté l'a rendu pratiquement aveugle de l'œil gauche. Ce handicap n’a toutefois pas affecté sa capacité à pratiquer ce sport.
Il a reçu plusieurs convocations chez les Sounders en 2024, à la fois pour leur parcours en US Open Cup et en championnat. Il a réalisé une passe décisive contre Louisville City FC lors d'une victoire aux tirs au but. Il fait ses débuts en MLS avec les Sounders contre LA Galaxy le 5 mai 2024. Minoungou a signé un contrat de quatre ans avec la première équipe le 28 août 2024.
Minoungou s'est distingué parmi les joueurs de la deuxième équipe par sa vitesse sur l'aile, sa capacité à contrôler le ballon dans les attaques en 1 contre 1 et sa volonté d’aller vers le but.

#### Parcours en sélection
Minoungou a fait des apparitions avec l'équipe nationale de football des moins de 20 ans de Côte d'Ivoire.